# Ammothella exornata
Ammothella exornata is een zeespin uit de familie Ammotheidae. De soort behoort tot het geslacht Ammothella. Ammothella exornata werd in 1975 voor het eerst wetenschappelijk beschreven door Stock. 